# 19287 Паронеллі
19287 Паронеллі (19287 Paronelli) — астероїд головного поясу, відкритий 22 лютого 1996 року.
Тіссеранів параметр щодо Юпітера — 3,157.